# Єсуй
Єсуй — одна з дружин Чингісхана, татарка.

## Біографія
Єсуй була дочкою татарського вождя Церен-еке. Коли після знищення татар в 1202 році Чингізхан взяв у дружини її молодшу сестру Єсуген, та після першої шлюбної ночі, сказала чоловікові, що має старшу сестру Єсуй, красиву і дуже гідну ханського ложа. Почалися пошуки, і Єсуй знайшли в лісі, де вона ховалася з молодим чоловіком. Той втік, а її доставили до хана і зробили його черговою дружиною. Єсуган, побачивши сестру, поступилася місцем, яке належало їй як ханській дружині, і сіла на менш почесне.
На бенкеті з приводу знищення татар Чингісхан побачив, як Єсуй здригнулася і, запідозривши недобре, велів Боорчу і Мухалі перевірити присутніх чоловіків, плем'я за племенем, в результаті чого було виявлено чоловіка, що не належав ні до одного з монгольських племен. В ході допиту з'ясувалося, що це був чоловік Єсуй, який розраховував, що при скупченні народу він залишиться непоміченим. За наказом Чингісхана він був страчений.
У 1219 році, коли Чингісхан зібрався йти війною на Хорезм, Єсуй зажадала, щоб він визначився зі спадкоємцем на випадок, якщо на війні з ним що-небудь трапиться. Чингісхан визнав її правоту, але коли спочатку запропонував в якості спадкоємця Джучі, це викликало сварку між братами: Чагатай нагадав про сумнівність походження Джучі, після чого вони побилися прямо в присутності хана. Забіяк розтягнули, і було вирішено призначити наступником Угедея, а Джучі і Чагатаю, щоб уникнути ворожнечі між ними, виділити в майбутньому в управління різні землі.